# Serzedelo (Guimarães)
Serzedelo ist eine Gemeinde im Norden Portugals.

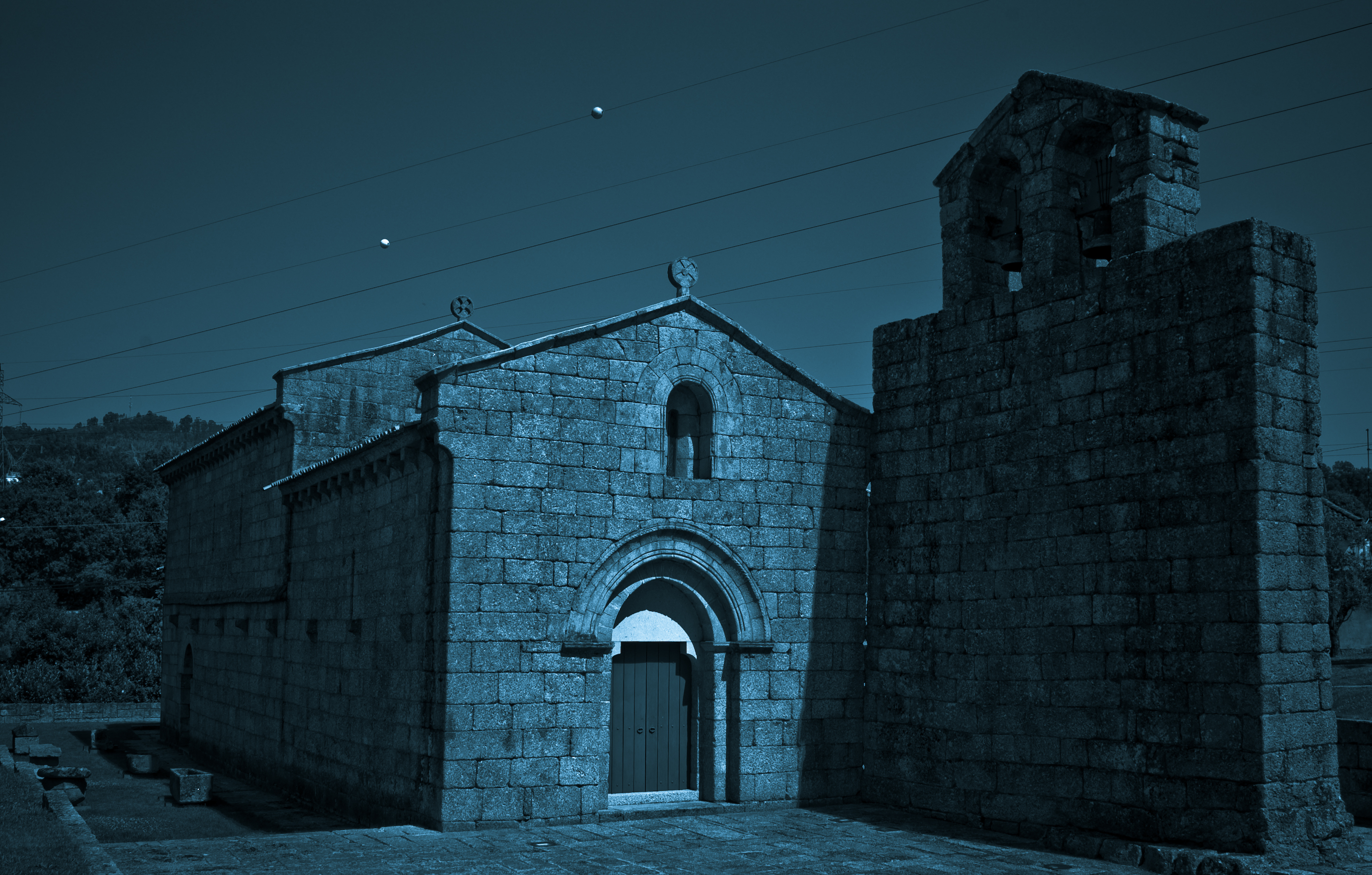
Romanische Kirche von Serzedelo (Bild digital bearbeitet)

Serzedelo gehört zum Kreis Guimarães im Distrikt Braga, besitzt eine Fläche von 5,1 km² und hat 3418 Einwohner (Stand 19. April 2021). Die Gemeinde ist überwiegend städtisch geprägt.
Der Ort wurde am 30. August 1995 zur Vila (dt.: Kleinstadt) erhoben.